# دبرا مارتین چیس
دبرا مارتین چیس (انگلیسی: Debra Martin Chase؛ زادهٔ ۱۱ اکتبر ۱۹۵۶) تهیه‌کننده سینما، تلویزیون، و تئاتر اهل ایالات متحده آمریکا است. چیس اولین تهیه‌کننده زن سیاه‌پوستی بود که با استودیوهای بزرگ قرارداد بست. او همچنین یکی از اولین فیلم‌سازان سیاه‌پوستی است که فیلمی با فروش بیش از ۱۰۰ میلیون دلار تولید کرده است. تا به امروز، فیلم‌های او بیش از نیم میلیارد دلار در گیشه فروش داشته‌اند.

## پس‌زمینه
چیس در گریت لیکس، ایلینوی به دنیا آمد، اما در کودکی به همراه خانواده اش به پاسادنا، کالیفرنیا نقل مکان کرد. او مدرک کارشناسی هنر خود از کالج مونت هالیوک در سال ۱۹۷۷ و مدرک جی‌دی خود را از دانشکده حقوق هاروارد در سال ۱۹۸۱ دریافت کرد.
او در مصاحبه ای با مجله Essence در سال ۱۹۹۷، به روزنامه‌نگار آدری ادواردز گفت: «من همان کودکی هستم که هر شنبه در سالن سینما بود.» دبرا می‌افزاید: «من از کودکی متعصبانه طرفدار سینما بودم و تصاویر من از جهان بر اساس آنچه روی پرده سینما می‌دیدم شکل می‌گرفت. من می‌خواهم سهم خودم را انجام دهم تا ببینم سیاهان نه تنها در فیلم نمایش داده می‌شوند، بلکه آن را نیز تقویت می‌کنند.» بنابراین من کتاب می‌خواندم، به سمینارها می‌رفتم، و با هر کسی که با من ملاقات می‌کرد فقط برای یادگیری اطلاعات ملاقات کردم.» چیس از طریق خواهر یک دوستش با مشاور عمومی شرکت تولید کلمبیا پیکچرز ملاقات کرد. بعداً او با فرانک پرایس، رئیس کلمبیا پیکچرز ملاقات کرد و تبدیل به دستیار اجرایی او شد. چیس یک سال با پرایس کار کرد.

## پیشه هنری
شرکت تازه تأسیس او به نام مارتین چیس پروداکشنز ابتدا با یونیورسال تله‌ویژن (از زیرمجموعه‌های شرکتِ ان‌بی‌سی -یونیورسال تله‌ویژن گروپ) قرارداد بست. او قبلاً از سال ۲۰۰۱ تا ۲۰۱۶ با شرکت والت دیزنی کار می‌کرد.
پیش از آن، چیس شرکت براون هاوس پروداکشنز متعلق به ویتنی هیوستون را از سال ۱۹۹۵ تا ۲۰۱۲ و شرکت مالدی لین اینترتیمنت متعلق به دنزل واشینگتن را از سال ۱۹۹۲ تا ۱۹۹۵ اداره می‌کرد. اولین همکاری چیس و ویتنی هیوستون در سال ۱۹۹۷ در اقتباس مجدد از فیلم تلویزیونی سیندرلا اتفاق افتاد که این فیلم بیش از ۶۰ میلیون بیننده داشت و بعداً چیس و هیوستون نامزدی جایزه امی برای سریال‌های متنوع، موسیقی یا کمدی را به دست آوردند. در سال ۲۰۰۱، این دو با هم فیلم دفتر خاطرات شاهدخت را بر اساس رمانی به همین نام تولید کردند که موفقیت آن باعث شد نام دبرا مارتین چیس به عنوان اولین زن سیاه‌پوستی که یک فیلم بلند با فروش بیش از ۱۰۰ میلیون دلار در گیشه تولید کرده در تاریخ ثبت شود، اتفاقی که دو سال بعد با ساخت فیلم دفتر خاطرات شاهدخت ۲: نامزدی سلطنتی دوباره تکرار شد. آخرین ساخته مشترک هیوستون و چیس در سال ۲۰۱۲، فیلم موزیکال درخشش در سال ۲۰۱۲ بود که آخرین فیلم هیوستون قبل از مرگش در فوریه ۲۰۱۲ بود. این فیلم بعداً در آگوست همان سال اکران شد و به موفقیت متوسطی دست یافت. او در حال حاضر مجری سریال تلویزیونی اکولایزر با همکاری کوئین لطیفه برای تلویزیون جهانی سی‌بی‌اس است که فصل پنجم آن در حال پخش است. چیس اخیراً فیلمی به نام روحیه واقعی تولید کرده که در فوریه ۲۰۲۳ در نتفلیکس عرضه شد.
در سال ۲۰۲۴، چیس دو نمایشنامه تولید کرد - موزیکال اصلی بیگانگان، بر اساس رمان محبوب اس. ای هینتون و فیلم کلاسیک فرقه به کارگردانی فرانسیس فورد کاپولا که برنده چهار جایزه تونی از جمله بهترین اثر موزیکال، بهترین کارگردانی موزیکال، بهترین فیلم موزیکال و بهترین رقص شد.

## زندگی شخصی
چیس یه عنوان یک کاتولیک بزرگ شد، در نوجوانی عبادت را متوقف کرد و بعداً در کلیسا ازدواج کرد. او چند سال بعد دوباره شروع به شرکت در مراسم عبادت کرد و در سال ۲۰۰۵ خود را دوباره به عنوان یک کاتولیک معرفی کرد. چیس عضو افتخاری انجمن آلفا کاپا آلفا است.